# Michael Kamp
Michael Kamp (* 1966 in Schönebeck (Elbe)) ist ein deutscher Historiker und Autor von Sachbüchern, vor allem von Biografien und Unternehmensgeschichten.

## Leben und Tätigkeit
Nach dem Abschluss der Erweiterten Oberschule (EOS) in Calbe (Saale) (Salzlandkreis), ehemalige DDR, studierte Kamp Mathematik an der Karl-Marx-Universität Leipzig. Ein Anfang 1989 unternommener Fluchtversuch über die Grenze zwischen Ungarn und Österreich schlug fehl, worauf Kamp wegen „ungesetzlichen Grenzübertritts“ verurteilt wurde.
Nach der Haftentlassung im November 1989 siedelte er in die Bundesrepublik Deutschland über und studierte von 1991 bis 1996 Geschichte und Politikwissenschaften an der Ludwig-Maximilians-Universität München und am University College London. Während seiner Studienzeit arbeitete er am Universitätsarchiv und am Institut für Wissenschaftsgeschichte der LMU in München. Im Jahr 2002 folgte seine Promotion zu dem Thema „Das Museum als Ort der Politik, Münchner Museen im 19. Jahrhundert“.
Seit 2003 arbeitet er als freier Autor mit Schwerpunkt Biografie und Wirtschaftsgeschichte und ist Teilhaber eines Unternehmens für Geschichtsaufarbeitung.
Bücher von ihm erschienen im August Dreesbach Verlag, Gietl Verlag, Beck Verlag, bei Random House und im Wachholtz Verlag.
Kamp lebt in München.

## Werke (Auswahl)
- mit Helmut Zedelmaier: Nilpferde an der Isar. Die Geschichte des Tierparks Hellabrunn in München. Buchendorfer Verlag, 2000, ISBN 3-934036-19-8.
- mit Anne Dreesbach u. Florian Neumann: Fritz Meyer-Struckmann. Leben und Stiftung. August Dreesbach Verlag, München, 2009, ISBN 3-940061-35-2.[11]
- mit Florian Neumann: Barbara Mez-Starck. Ein Leben für die Wissenschaft. August Dreesbach Verlag, München, 2010, ISBN 978-3-940061-42-3.
- mit Florian Neumann: Wer, wenn nicht wir. Else Kröner – Unternehmerin und Stifterin. August Dreesbach Verlag, München, 2010, ISBN 3-940061-44-1.[12][13][14]
- mit Max Trecker: Geheimdienst und Widerstand. Das Leben des Wolfgang Abshagen (1897–1945). August Dreesbach Verlag, München 2011. ISBN 978-3-940061-67-6.
- mit  Matthias Georgi: Lodenfrey in der NS-Zeit 1933–1945. August Dreesbach Verlag, München, 2012, ISBN 3-940061-75-1.
- Albaching. Chronik. Geiger-Verlag, Horb am Neckar 2012, ISBN 978-3-86595-473-2.
- mit Julia Gäbler: Joachim C. Römer. Ein Leben für die Technik. August Dreesbach Verlag, München, 2012, ISBN 978-3-940061-69-0.[15]
- Dieter Spethmann. Ein Porträt. August Dreesbach Verlag, München 2012. ISBN 978-3-940061-70-6.[16]
- mit Otto Eckart: Die Geschichte der Familie Eckart. Von Franken nach München und Hawaii. August Dreesbach Verlag, München, 2015, ISBN 3-944334-61-2.
- mit Linda Stieffenhofer u. Mascha Stähle: Geschichte der Bundesdruckerei. August Dreesbach Verlag, München 2013, ISBN 978-3-944334-14-1.[17]
- mit Florian Neumann: Fresenius – Von der Apotheke zum Gesundheitskonzern. August Dreesbach Verlag, München 2014, ISBN 978-3-944334-21-9.
- mit Robert Kieselbach: Hans Hermann Voss. Ein Unternehmer aus dem bergischen Land. August Dreesbach Verlag, München, 2015, ISBN 3-944334-40-X.[18]
- Bernhard Dräger: Erfinder, Unternehmer, Bürger. 1870 bis 1928. Wachholtz Verlag GmbH, 2017, ISBN 978-3-529-06369-5.[19]
- Glanz und Gloria: Das Leben der Grande Dame des deutschen Films Ilse Kubaschewski (1907–2001). August Dreesbach Verlag, München 2017, ISBN 978-3-944334-58-5.[20]
- mit Ina Deppe u. Max Trecker: Wilhelm Ulderup (1876 bis 1959). Kapitän, Verkehrsexperte und Unternehmer. August Dreesbach Verlag, München 2018, ISBN 978-3-944334-76-9.[21]
- mit Ina Deppe u. Robert Kieselbach: Jürgen Ulderup (1910 bis 1991). Manager, Unternehmer und Stifter. August Dreesbach Verlag, München 2018, ISBN 978-3-944334-75-2.[22]
- mit Johannes Martius: Mutig, menschlich, mittendrin. Die Geschichte der Stiftung Liebenau. August Dreesbach Verlag, München 2020, ISBN 978-3-96395-018-6
- mit Ina Deppe u. Alexander Walter: Der Bayerische Städtetag. 125 Jahre im Auftrag der Städte, August Dreesbach Verlag, München 2021, ISBN 978-3-96395-020-9.
- mit Ina Deppe, Lukas Wollscheid u. Alexander Walter: 1821–1971. Die Geschichte der Hochschule München. Band 1: Die Vorgängerinstitutionen, August Dreesbach Verlag, München 2022, ISBN 978-3-96395-036-0.
- mit Markus M. Lerch, Thomas Gudermann: 550 Jahre LMU Medizin. Exzellenz seit 1472, August Dreesbach Verlag, München 2022, ISBN 978-3-96395-037-7.
- mit Ulrike Peters u. Lars Plettenberg: 50 Jahre Dräger-Stiftung, Lübeck 2024.
- mit Ulrike Peters u. Lars Plettenberg: Über 100 Jahre Mitbestimmung bei Dräger, August Dreesbach Verlag, München 2023.